# Vojtěch Storm
Vojtěch Storm (12. března 1937 Praha – 22. června 2019 České Budějovice) byl český architekt.

## Životopis
Byl český architekt, urbanista, památkář, publicista a konzervátor. Byl synem architekta a grafika Břetislava Štorma.
Vystudoval vysokou školu uměleckoprůmyslovou v Praze. Pracoval ve Stavoprojektu.

## Dílo
- 1970: Výukový blok Fakultní nemocnice, Praha-Motol
- 1970-1977: Památkové rekonstrukce partnerů domů, České Budějovice
- 1984: Zahrada bývalého dominikánského kláštera, České Budějovice
- 1989: Smuteční obřadní sín
- 1990: Hřbitov pochodu smrti[2]